# Sandy Springs, Georgia
Sandy Springs este un oraș din Georgia, SUA. Se află la o altitudine de 1.093 picioare deasupra nivelului mării. Are o suprafață de 99,772344 km² și 99,777061 km². Populația este de 108.080 locuitori, determinată în 1 aprilie 2020, prin recensământ.